# Zur Kritik der Hegelschen Rechtsphilosophie
Zur Kritik der Hegelschen Rechtsphilosophie (traduïble en català com a "Crítica a la filosofia del Dret de Hegel") és un manuscrit escrit l'any 1843 pel filòsof polític alemany Karl Marx al periòdic Deutsch–Französische Jahrbücher. El primer text també es coneix com a Kreuznacher Manuskript.
No publicat en vida (excepte la introducció de 1844), és un manuscrit en el que Marx comentar paràgraf per paràgraf el llibre de 1820, del també filòsof Georg Wilhelm Friedrich Hegel, Grundlinien der Philosophie des Rechts. Una de les majors crítiques de Marx al document de Hegel és el fet que molts del seus arguments dialèctics parteixen de l'abstracció.
Aquesta obra conté les formulacions de la teoria de l'alienació de Marx, el qual s'informà a partir de l'obra de Ludwig Feuerbach. La narrativa de l'obra es desenvolupa al voltant de l'anàlisi de les relacions entre societat civil i societat política, incloent a la introducció un dels aforismes més famosos de Marx amb relació a la religió.